# Alfons von Wimpffen

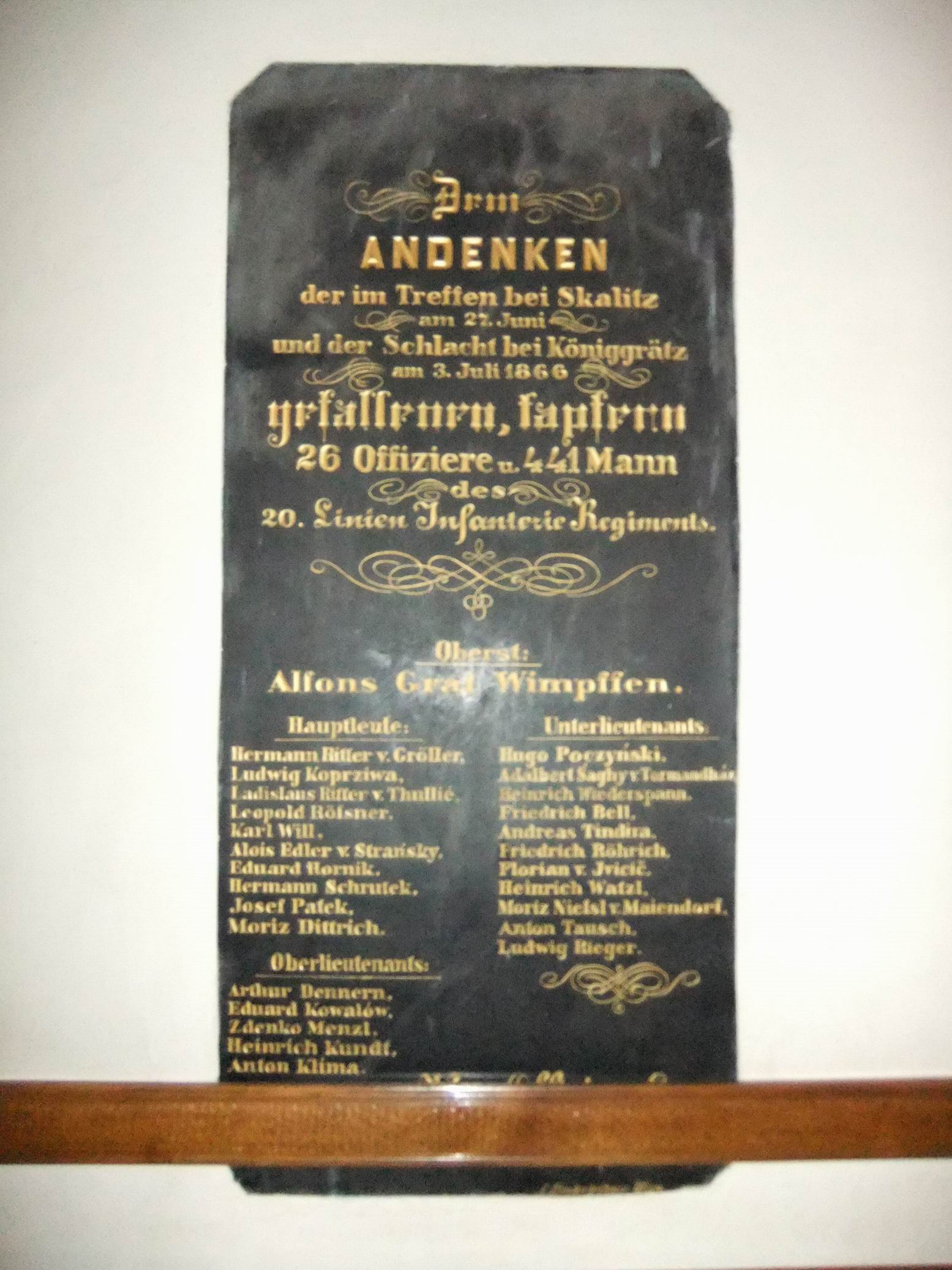
Tablica pamiątkowa w Nowym Sączu

Franz Alfons Maximilian hrabia von Wimpffen (ur. 23 sierpnia 1828 w Hietzing (obecnie dzielnica Wiednia), zm. 22 lipca 1866 w bitwie pod Náchodem) – pułkownik Armii Cesarstwa Austriackiego.

## Życiorys
Urodził się w rodzinie Franciszka (1797-1870), hrabiego na Kainberg i Reitenau, generała artylerii i komandora Orderu Marii Teresy, i Marii Anny baronówny von Eskeles (neofitki, córki wiedeńskiego bankiera – Bernarda Eskelesa), brat Henryka Emila (1827-1896, dyrektora Generalnego Konsulatu w Algierii).
W 1864 został przeniesiony z Pułku Piechoty Nr 15 w Tarnopolu do Pułku Piechoty Nr 20 w Nowym Sączu na stanowisko komendanta pułku.
W bitwie pod Czeską Skalicą 27 czerwca 1866 i pod Sadową 3 lipca 1866 poległo wielu oficerów i żołnierzy tego pułku. Tablica pamiątkowa z nazwiskami poległych znajduje się w kościele św. Małgorzaty w Nowym Sączu.
Pułkownik von Wimpffen był żonaty z Karoliną hrabianką von Lamberg, z którą miał trzy córki i syna Maksymiliana.

## Ordery i odznaczenia
- Krzyż Rycerski Orderu Leopolda z dekoracją wojenną[2]
- Krzyż Zasługi Wojskowej z dekoracją wojenną – 1849[3]